# Leiosaurus
Leiosaurus — рід ігуаноподібних ящірок родини Leiosauridae. Представники цього роду є ендеміками Аргентини.

## Види
Рід Leiosaurus нараховує 4 види:
- Leiosaurus bellii A.M.C. Duméril & Bibron, 1837
- Leiosaurus catamarcensis Koslowsky, 1898
- Leiosaurus jaguaris Laspiur, Acosta & Abdala, 2007
- Leiosaurus paronae (Peracca, 1897)

## Етимологія
Наукова назва роду Leiosaurus походить від сполучення слів дав.-гр. λειος — гладкий і σαυρος — ящірка.